# Troststraße (metropolitana di Vienna)
Troststraße è una stazione della linea U1 della metropolitana di Vienna, inaugurata il 2 settembre 2017. La stazione si trova nel 10º distretto di Vienna.

## Storia
La stazione è stata realizzata nel contesto della quarta estensione della metropolitana di Vienna, come parte del prolungamento verso sud della linea U1 dalla precedente stazione di capolinea Reumannplatz, da cui dista circa 700 metri.

## Descrizione
La stazione si trova sotto la Favoritenstraße. I binari sono disposti su due gallerie separate, con accesso a banchina laterale unica. L'accesso avviene tramite scale, scale mobili e ascensori
In corrispondenza dell'uscita Favoritenstraße, la stazione ospita l'installazione scultorea Lines and Double dell'artista Michael Kienzer richiamata anche dai tagli nei pannelli posti alle pareti delle scale mobili.

## Ingressi
- Klausenburger Straße
- Favoritenstraße
- Rechberggasse
- Angeligasse